# Prefettura apostolica di Kompong-Cham
La prefettura apostolica di Kompong-Cham (in latino Praefectura Apostolica Kompongchamensis) è una sede della Chiesa cattolica in Cambogia. Nel 2022 contava 3.340 battezzati su 5.815.000 abitanti.

## Territorio
La prefettura apostolica, situata in Cambogia, comprende le province di Kampong Cham, Tbong Khmum, Kratié, Stung Treng, Ratanakiri, Mondulkiri, Svay Rieng e Prey Veng.
Sede prefettizia è la città di Kampong Cham.
Il territorio è suddiviso in 32 parrocchie.

## Storia
La prefettura apostolica è stata eretta il 26 settembre 1968 con la bolla Superna voluntate di papa Paolo VI, ricavandone il territorio dal vicariato apostolico di Phnom-Penh.

## Cronotassi dei prefetti
Si omettono i periodi di sede vacante non superiori ai 2 anni o non storicamente accertati.
- André Lesouëf, M.E.P. † (26 settembre 1968 - 1997 ritirato)
  - Joseph Chhmar Salas † (3 maggio 1975 - settembre 1977 deceduto) (amministratore apostolico sede plena)
  - Sede vacante (1997-2000)
- Antonysamy Susairaj, M.E.P. (27 maggio 2000 - 25 luglio 2019 dimesso)[1]
  - Sede vacante (2019-2022)[2]
- Pierre Suon Hangly (15 luglio 2022 - 28 giugno 2025 nominato vicario apostolico coadiutore di Phnom-Penh)

## Statistiche
La prefettura apostolica nel 2022 su una popolazione di 5.815.000 persone contava 3.340 battezzati, corrispondenti allo 0,1% del totale.
| anno | popolazione | popolazione | popolazione | presbiteri | presbiteri | presbiteri | presbiteri                | diaconi | religiosi | religiosi | parrocchie |
| anno | battezzati  | totale      | %           | numero     | secolari   | regolari   | battezzati per presbitero | diaconi | uomini    | donne     | parrocchie |
| ---- | ----------- | ----------- | ----------- | ---------- | ---------- | ---------- | ------------------------- | ------- | --------- | --------- | ---------- |
| 1970 | 18.820      | 2.036.582   | 0,9         | 14         | 3          | 11         | 1.344                     |         | 32        | 52        |            |
| 1974 | 4.000       | 2.000.000   | 0,2         | 1          |            | 1          | 4.000                     |         | 1         |           |            |
| 1999 | 3.200       | 3.800.500   | 0,1         | 5          | 1          | 4          | 640                       |         | 4         |           | 18         |
| 2000 | 3.300       | 4.100.000   | 0,1         | 5          | 1          | 4          | 660                       |         | 4         | 5         | 19         |
| 2001 | 3.400       | 4.100.000   | 0,1         | 5          | 1          | 4          | 680                       |         | 4         | 10        | 20         |
| 2002 | 3.460       | 4.200.000   | 0,1         | 7          | 1          | 6          | 494                       |         | 6         | 9         | 22         |
| 2003 | 3.500       | 4.300.000   | 0,1         | 9          | 1          | 8          | 388                       |         | 1         | 8         | 23         |
| 2004 | 3.700       | 4.400.000   | 0,1         | 9          | 1          | 8          | 411                       |         | 8         | 8         | 23         |
| 2010 | 3.600       | 5.400.000   | 0,1         | 13         | 1          | 12         | 276                       |         | 12        | 7         | 31         |
| 2014 | 3.000       | 5.771.000   | 0,1         | 12         | 1          | 11         | 250                       |         | 13        | 9         | 24         |
| 2017 | 3.000       | 5.763.685   | 0,1         | 14         | 3          | 11         | 214                       |         | 14        | 9         | 27         |
| 2020 | 3.045       | 5.734.750   | 0,1         | 11         | 3          | 8          | 276                       |         | 10        | 8         | 28         |
| 2022 | 3.340       | 5.815.000   | 0,1         | 15         | 4          | 11         | 222                       |         | 13        | 10        | 32         |